# روابط بلاروس و اوکراین
روابط بلاروس و اوکراین ((به بلاروسی: Беларуска-ўкраінскія адносіны) , Bielaruska-ŭkrainskija adnosiny, اوکراینی: Українсько-білоруські відносини , Ukrayins'ko-Bilorus'ki vidnosyny, روسی: Белорусско-украинские отношения , Belorussko-ukrainskiye otnosheniya) روابط خارجی بین بلاروس و اوکراین است. هر دو کشور عضو کامل ابتکار باکو و ابتکار اروپای مرکزی هستند. در روزهای رو به افول سال ۲۰۲۱، روابط میان اوکراین و روسیه به سرعت رو به وخامت گذاشت و در اواخر فوریه ۲۰۲۲ با یک حمله تمام عیار به پایین‌ترین سطح رسید. بلاروس اجازه استقرار نیروها و تجهیزات روسیه در خاک خود را داد، اما از حضور نظامیان بلاروس در اوکراین جلوگیری کرد.

## روابط تاریخی

### پیش‌زمینه پیش از ۱۹۹۱
هر دو کشور که از لحاظ تاریخی بخشی از روسیه کیفی (سده ۹ تا ۱۳ پس از میلاد) بودند، به تدریج زیر کنترل مشترک المنافع لهستان-لیتوانی (۱۵۶۹–۱۷۹۵) و در نهایت، امپراتوری روسیه (۱۷۲۱–۱۹۱۷) قرار گرفتند. جمهوری دوم لهستان در بازه زمانی ۱۹۱۸ تا ۱۹۳۹ بر بخش‌هایی از هر یک حکومت می‌کرد. پیش از فروپاشی سال ۱۹۹۱، هر دو کشور بخشی از اتحاد جماهیر شوروی (بنیاد در سال ۱۹۲۲) به عنوان اتحاد جماهیر شوروی بلاروس (بنیاد در سال ۱۹۲۰) و SSR اوکراین (بنیاد در سال ۱۹۱۹) بودند. آنها هر دو به تنهایی در سال ۱۹۴۵ به عضویت بنیان‌گذاران سازمان ملل درآمدند. به عنوان کشورهای اسلاو، بلاروس و اوکراین هر دو فرهنگ‌های نزدیک به هم دارند و عمدتاً توسط گروه‌های قومی اسلاوی شرقی به ترتیب بلاروس‌ها و اوکراینی‌ها همراه با ترکیبی از روس‌ها ساکن هستند.

## دوره نوین
امروزه دو کشور ۸۹۱ کیلومتر مرز مشترک دارند. پیمان‌نامه مرز دولتی میان بلاروس و اوکراین در سال ۱۹۹۷ امضا شد. قرار بود پس از آن که الکساندر لوکاشنکو، رئیس‌جمهور بلاروس و ویکتور یوشچنکو ، رئیس‌جمهور سابق اوکراین، روند رسمی شدن مسائل مرزی بین دو کشور را در اوایل به پایان رساندند، برای تصویب در نوامبر ۲۰۰۹ به پارلمان بلاروس ارائه شود.

### افول در روابط
در اوت ۲۰۲۰، در جریان اعتراضات بلاروس علیه لوکاشنکو، اوکراین برای اولین بار سفیر خود را در بلاروس فراخواند تا «واقعیت جدید» و چشم‌انداز روابط دوجانبه بیشتر میان دو کشور همسایه را ارزیابی کند. بلاروس پیمانکاران بازداشت شده (که لوکاشنکو گفت بخشی از گروه واگنر بودند) را به روسیه بازگرداند، که برخلاف درخواست اوکراین برای فرستادن کسانی که بازداشت شده بودند به اوکراین برای پیگرد قانونی به دلیل نقششان در جنگ در دونباس بود. در دیدار با یوگنی شوچنکو عضو پارلمان اوکراین در آوریل ۲۰۲۱، لوکاشنکو از لئونید کراوچوک، رئیس‌جمهور سابق اوکراین به دلیل پیشنهاد کنار گذاشتن مینسک به عنوان میزبان در فرمت نرماندی در نتیجه اعتراضات انتقاد کرد.
در واکنش به انحراف اجباری پرواز ۴۹۷۸ رایان ایر توسط دولت بلاروس در می ۲۰۲۱، اوکراین خطوط هوایی بلاروس را از فعالیت در حریم هوایی اوکراین منع کرد. علاوه بر این، اوکراین در اعمال تحریم‌ها علیه مقامات بلاروس به اتحادیه اروپا پیوست. بلاروس در پاسخ به اوکراین، موانع تجاری جدیدی را بر روی انواع کالاهای اوکراینی که وارد بلاروس می‌شوند، اعمال کرد.

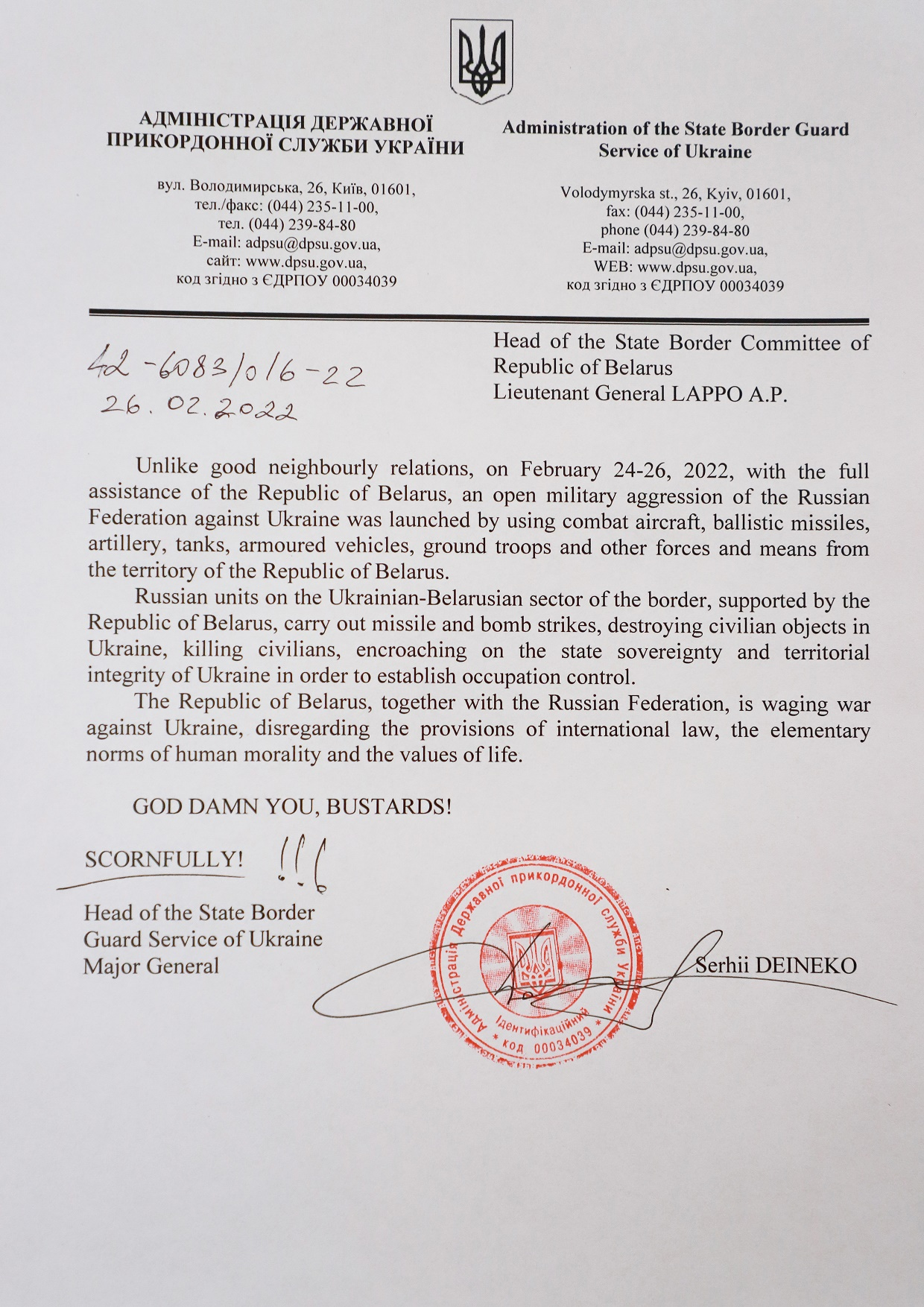
نامه رئیس سرویس مرزبانی دولتی اوکراین به کمیته مرزی دولتی بلاروس ۲۰۲۲/۰۲/۲۶

در فوریه ۲۰۲۲، نیروهای روسیه از بلاروس به اوکراین حمله کردند. بلاروس همچنین اعلام کرد که تسلیحات هسته ای روسیه در خاک بلاروس خواهد بود.

## دیدارهای دیپلماتیک
- از اوکراین در بلاروس
  - پترو پوروشنکو (مینسک، ۲۰۱۴)[۹]
  - پترو پوروشنکو (مینسک، ۲۰۱۵)[۱۰]
  - پترو پوروشنکو (گومل، ۲۰۱۸)[۱۱]
- از بلاروس در اوکراین
  - الکساندر لوکاشنکو[۱۲][۱۳] (کی‌یف، ۲۰۰۴)
  - الکساندر لوکاشنکو (کی‌یف، ۲۰۰۹)
  - الکساندر لوکاشنکو (کی‌یف، ۲۰۱۷)
  - الکساندر لوکاشنکو (ژیتومیر، ۲۰۱۹)

## نمایندگی‌های دیپلماتیک مقیم
- بلاروس یک سفارت در کیف دارد.[۱۴]
- اوکراین یک سفارت در مینسک و یک کنسولگری کل در برست دارد.[۱۵]

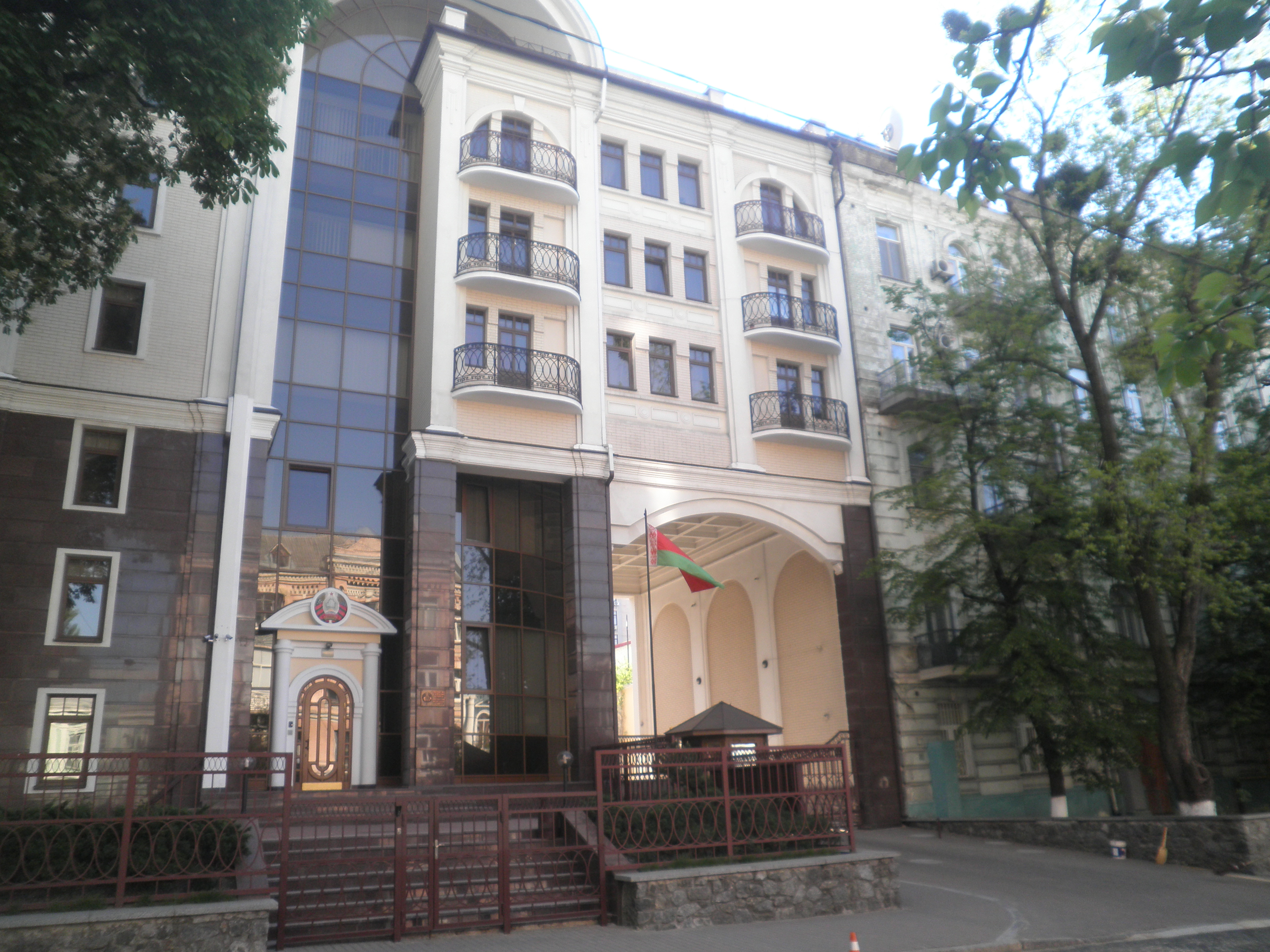
سفارت بلاروس در کیف
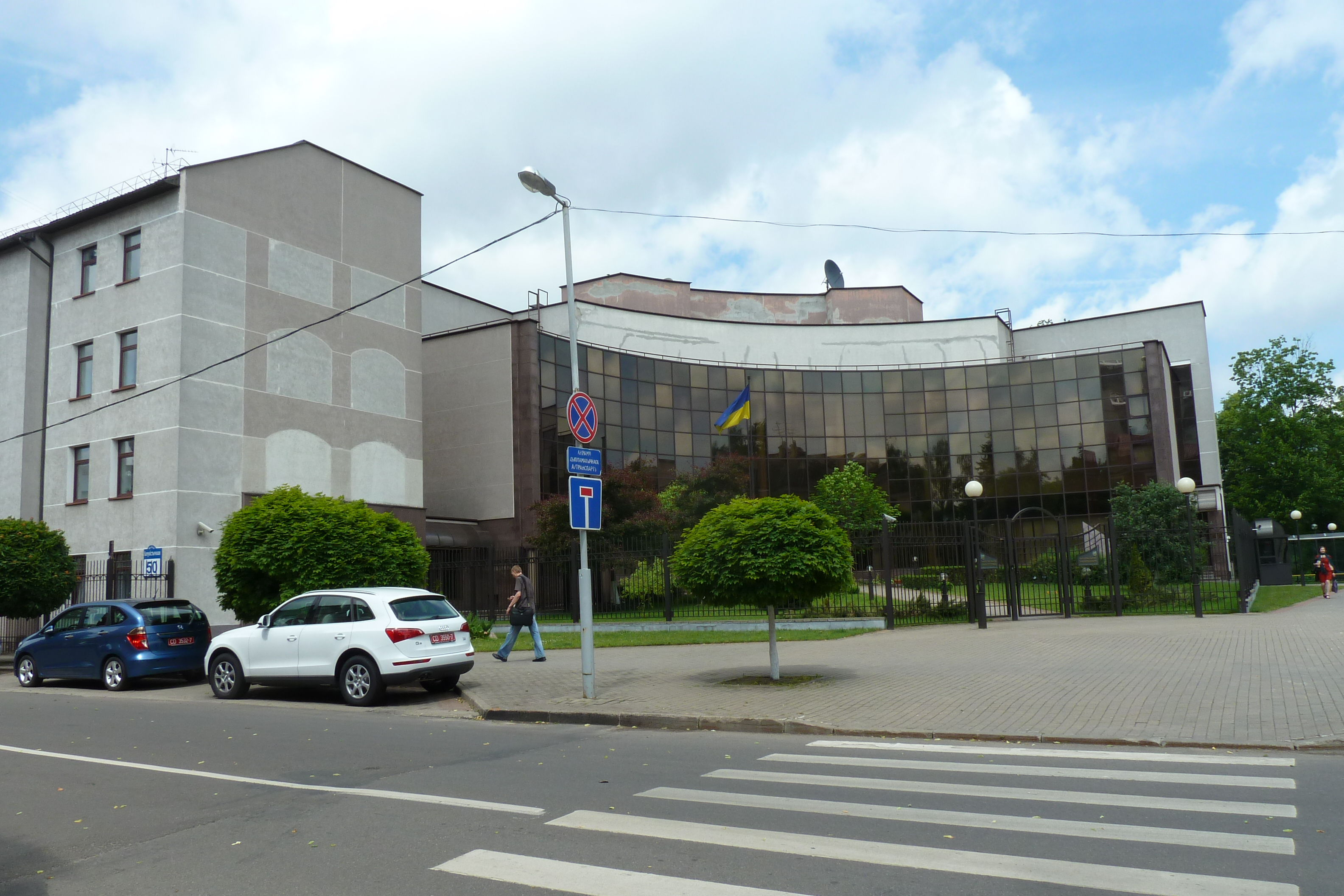
سفارت اوکراین در مینسک